# Jean-Maurice Dehousse
Jean-Maurice Dehousse (* 11. Oktober 1936 in Lüttich; † 9. Februar 2023) war ein belgischer Politiker der Parti Socialiste (PS). Er war langjähriger Parlamentarier (Abgeordnetenkammer, Senat und Europäisches Parlament) und Minister in verschiedenen Regierungen auf nationaler Ebene. Dehousse gilt als einer der Gründungsväter der Wallonischen Region und bekleidete deren Amt des Ministerpräsidenten. Auf lokaler Ebene war er Bürgermeister von Lüttich.

## Lebenslauf
Jean-Maurice Dehousse kam als Sohn von Fernand Dehousse, ebenfalls Politiker und ehemaliger Minister, und Rita Lejeune, Philologin und eine der ersten weiblichen Universitätsprofessoren Belgiens, auf die Welt. Er promovierte im Jahr 1960 als Doktor der Rechtswissenschaften an der Universität Lüttich (ULg) und absolvierte 1961 einen Kurs der „Advanced International Studies“ an der School of Advanced International Studies (SAIS) der Johns Hopkins University in Bologna.
Nachdem er sein Studium beendet hatte, arbeitete Dehousse zuerst als Forscher für das FNRS (Nationaler Forschungsfonds) (1962 bis 1965), dann als Assistent an der ULg (1966 bis 1971) und Professor an der Brüsseler Übersetzungshochschule (1965 bis 1971). In dieser Zeit übernahm er vor allem die Rolle des Gewerkschaftsdelegierten der sozialistisch orientierten FGTB für das wissenschaftliche Personal der ULg.

## Politische Laufbahn
Noch vor seinem eigentlichen Einstieg in die aktive Politik war Dehousse als Gewerkschafter politisch engagiert. Von der Idee der Regionalisierung Belgiens überzeugt, trat er 1961 dem Mouvement populaire wallon (MPW) unter dem Gewerkschaftsführer André Renard bei. Auch beim Kongress der wallonischen Sozialisten, der am 26. November 1967 in Verviers abgehalten wurde, sprach sich Dehousse für eine starke wallonische Identität aus.
1970 wurde Jean-Maurice Dehousse zum beigeordneten Kabinettschef des damaligen Ministers und Mitgründers des MPW Feddy Terwagne (PSB) und 1971 zum Kabinettschef seines Vaters Fernand Dehousse (PSB) ernannt. In dieser Eigenschaft konnte er an den Verhandlungen zur ersten Staatsreform teilhaben, bei der die Regionen zwar rechtlich geschaffen aber noch nicht konkret eingerichtet wurden.
1971 wurde Dehousse schließlich in die Abgeordnetenkammer gewählt, musste aber in der Opposition tagen. In den 1970er Jahren war er vor allem darauf bedacht, das regionalistische Profil des PSB zu betonen und befürwortete eine Annäherung mit dem Rassemblement wallon (RW), der regionalistischen Partei von François Perin. Seinen Sprung in die Regierung schaffte Jean-Maurice Dehousse 1977, wo er zuerst das Amt des Ministers für französische Kultur innehatte. Dort befürwortete er die Umbenennung des staatlichen Rundfunksenders RTB (Radio-Télévision belge) in RTBF (Radio-télévision belge de la Communauté française). Zur gleichen Zeit handelte er mit anderen Größen der Parti Socialiste (der Nachfolgerin der PSB) wie André Cools oder Guy Spitaels die zweite Staatsreform aus, die die wirkliche Geburtsstunde der Regionen war.
In den Regierungen unter Wilfried Martens (CVP) erhielt Dehousse den Posten des Ministers der Wallonischen Region. Gleichzeitig war er der Vorsitzende der wallonischen Minister innerhalb der nationalen Regierung, was ihn faktisch zum ersten Ministerpräsident der Wallonischen Region machte. Seine Aufgabe als Minister war vor allem die Vorbereitung der Regionalisierung und die Schaffung neuer Verwaltungsstrukturen in Namur, der inoffiziellen Hauptstadt der Region. Als die wallonische Regierung definitiv unabhängig von der nationalen handeln konnte, wurde Dehousse 1982 zuerst wallonischer Wirtschaftsminister unter André Damseaux (PRL) und im selben Jahr noch Ministerpräsident. Dieses Amt behielt er bis 1985.
Das Ende der 1980er Jahre war vor allem durch interne Streitigkeiten der Lütticher PS geprägt. Als Mitglied des Lütticher Gemeinderates ab 1976 kämpfte Dehousse unter anderem mit José Happart, den er auch in seinem Kampf um die Gemeinde Voeren unterstützte, und anderen Politikern des sogenannten Groupe Perron gegen den Einfluss des schwächelnden Bürgermeisters von Flémalle André Cools. Nach der Ermordung von Cools im Jahr 1991 wurde auch Dehousse als Nachfolger an der Spitze der Lütticher PS-Föderation gehandelt, doch erhielt Michel Daerden, damals als Kompromisskandidat, den Vortritt.
1992 wurde Jean-Maurice Dehousse noch einmal Minister unter Jean-Luc Dehaene (CVP), überließ aber Daerden seinen Posten, als er 1994 die Kommunalwahlen gewann und sein Bürgermeisteramt in Lüttich antrat. Dieses Amt verließ er jedoch wenige Jahre später, als er 1999 ins Europäische Parlament gewählt wurde. Im selben Jahr stellte sich Dehousse für die Präsidentschaft der PS zur Wahl, verlor aber eindeutig gegen Elio Di Rupo.
Nach dem Ende seines europäischen Mandates lebte Jean-Maurice Dehousse aus dem politischen Leben zurückgezogen.
Er starb am 9. Februar 2023 im Alter von 86 Jahren.

## Ehrungen
Jean-Maurice Dehousse war Kommandeur des Leopoldsorden. Er wurde vom Institut Jules Destrée zu einer der 100 wichtigsten wallonischen Persönlichkeiten des Zwanzigsten Jahrhunderts gewählt.

## Übersicht der politischen Ämter
- 1971–1981: Mitglied der Abgeordnetenkammer (teilweise verhindert)
- 1976–2006: Mitglied des Gemeinderates in Lüttich
- 1977–1978: Minister für französische Kultur in den Regierungen Tindemans IV und Vanden Boeynants II
- 1979–1981: Minister der Wallonischen Region in den Regierungen Martens I, Martens II, Martens III, Martens IV und M. Eyskens
- 1980–1995: Mitglied des Wallonischen Parlaments (teilweise verhindert)
- 1980–1981: Präsident der Exekutive der Wallonischen Region (innerhalb der nationalen Regierung)
- 1981–1991: Senator (teilweise verhindert)
- 1982–1985: Ministerpräsident der Regierung der Wallonischen Region, mit der Wirtschaft beauftragt
- 1991–1995: Mitglied der Abgeordnetenkammer (teilweise verhindert)
- 1992–1994: Minister für Wissenschaftspolitik in der Regierung Dehaene I
- 1995–1999: Bürgermeister von Lüttich
- 1999–2004: Mitglied des Europäischen Parlamentes